# Myrcidris epicharis
Myrcidris epicharis is een mierensoort uit de onderfamilie van de Pseudomyrmecinae. De wetenschappelijke naam van de soort is voor het eerst geldig gepubliceerd in 1990 door Ward.